# Sekundærrute 239

Sekundærrute 239 er en rutenummereret landevej på Sjælland.
Ruten strækker sig fra Næstved til Sorø.
Rute 239 har en længde på ca. 26 km.